# سيد عبد العزيز
سيد عبد العزيز هو شاعر سوداني، يعتبر من شعراء الجيل الثاني لأغاني الحقيبة، تغنى بأغانيه عدد من مشاهير الغناء السوداني.

## الميلاد والنشأة
اسمه عبد المحسن عبد العزيز، ولد بمدينة امدرمان عام 1905، من أب تركي وأم سودانية من منطقة دارفور بالسودان، وكان يناديه والده باسم (سيد) تيمنا بأخيه، تعلم القراءة والكتابة وقدر يسير من القرآن في الخلوة التي لم يلبث فيها طويلا، ثم عمل في زريبة مواشي في امدرمان، لمعاونة والده اقتصاديا، لم تعجبه رتابة العمل في الزريبة، فقرر ان يتعلم صنعة، وبالفعل إلتحق بورشة تسمى (سودان مركنتايل)، كان يستغل دراجته ليذهب لدروس اللغة الإنجليزية في المساء مما أهله ليشق طريقه في مصلحة النقل الميكانيكي بنجاح وأقتدار وكان يغشى مجالس العلم واللغة العربية في حلقات المعهد العلمي وكان كثير الإطلاع وحاد الذكاء.

## حياته
عمل سيد عبد العزيز في مصلحة النقل الميكانيكي في الخرطوم بحري، ثم نُقل لفرعها في مدينة الأبيض في العام 1954 وبقي هناك حتى العام 1967، ثم عاد إلى الخرطوم، وبقي هناك حتى تقاعده في العام  1972.
نشأة سيد عبد العزيز في امدرمان، التي كانت تمثل مركزا لأغاني الحقيبة وقتها ومسكنا لمعظم فنانيها وشعرائها، رفعت حسه الشعري وطورت ذائقته الفنية، فنظم الشعر الغنائي واجاد الوصف، عرف بسرعة بديهته وجزالة شعره.قدم سيد لأدب الغناء في السودان العديد من الأغنيات والأشعار، عاصر مدرستين بارزتين من مدارس الغناء في السودان (أغاني الحقيبة، المدرسة الوتريه) فأثر وتأثر بهما وتغنى بقصائده عدد من نجوم المدرستين، امثال عميد الفن الحاج محمد أحمد سرور وعبد الكريم كرومة وإبراهيم الكاشف وغيرهم. وصف شعره باللوحات البارعة من الإتقان اللفــــــظي والمعنوي، حيث كان كثير الاطلاع متابعا لمستجدات العالم وموغرا في التراث محبا للتلاعب بالكلمات وفنون البلاغة خفيف الظل وسريع البديهة، ومن امثلة ذلك، أغنيته (سيـــــــــدة وجماله فريد خلقــــــوها زي ماتريد)، وهو لا يقصد هنا المعنى القريب أي انها خلقت كما تريد ولكنه قصد تشبيهها بملكة جمال اليونان وقتها التي كان اسمها (ماتريد)، وايضا كتب: (فـريد حسنــك ودلك موفـــــور وانا دمعي يجر مجرى البسفور) حيث يقال أن مــــياه البسفور تتدفق على الشاطئ إن زادت السفن سرعتها، ونظم أيضا: (لحاظها تخيف قائد المليون وترهب عنتر ونابليون).وفي إحدى المرات زار مع صديقه الشاعر أحمد عبدالرحيم العــمري جيرانهم في الحي وكانت هناك فتاة نائمة بعينين مفتوحتين، فإلتقط المشهد بسرعة ونظم قصيدته: (يجلي النظر ياصاحي منظر الإنسان الطرفة نائم وصاحي صاحي النعسان).
لدى سيد عبد العزيز ديوان شعر بعنوان: قائد الأسطول.

## أشهر قصائده الغنائية
من أشهر قصائده الغنائية:
- بت ملوك النيل
- صباح النور عليك يا زهور
- مسوا نوركم
- الشاطئ
- يا أماني جار بي زماني
- افتتان
- ساحر المحاجر
- ام جمالا يشفي السقيم
- غصون الروض
- يا فريع الطيب
- الجنان في الدنيا
- يا حليف الصون
- أنت عارف انا بحبك
- انا راسم في قلبي صورة الباسم
- غصبا عنك يلفت نظرك
- غنى القمري على الغصون
- الجمال والحب في بلادي
- لي نية في قمر السما
- اقيس محاسنك بمن
- من حور الجنان
- نظرة يالسمحة أم عجن
- يا مداعب الغصن الرطيب

## وفاته
توفي سيد عبد العزيز (عبد المحسن عبد العزيز) في أم درمان عام  1976.